# Brigida Maria Postorino
Brigida Maria Postorino, née le 19 novembre 1865 à Catona en Calabre, morte le 30 mars 1960 à Frascati près de Rome, est une religieuse italienne, fondatrice de l'ordre des Filles de l'Immaculée, pour le service des pauvres.
Réputée pour sa sainteté, elle est reconnue vénérable en 2015 par le pape François.

## Biographie
Brigida Maria Postorino naît le 19 novembre 1865 à Catona en Calabre, en Italie,. Elle est la fille de Giuseppe Postorino et Francesca Marra. Elle est d'une famille aisée, reçoit une éducation religieuse et montre très tôt son souci de charité.
Elle poursuit des études à Reggio de Calabre pour enseigner et obtient sa licence. Elle revient alors à Catona et y ouvre une école gratuite dans la maison de son père. Elle adhère à la « Pieuse Union des Filles de Marie Immaculée », où elle est éducatrice, enseignant la broderie ; elle y est ensuite conseillère, puis en reçoit la présidence. Elle organise des catéchèses, prend une place importante dans la vie paroissiale, et rassemble de nombreuses jeunes filles pour des actions d'apostolat et au service des pauvres.
Elle ressent la vocation religieuse à Noël 1897 et décide de créer une nouvelle famille religieuse. Elle rassemble huit compagnes ayant les mêmes aspirations qu'elle ; le 6 novembre 1898, elles se séparent de leurs familles et se réunissent, créant l'Institut des Filles de Marie Immaculée. Brigida Postorino prononce ses vœux religieux le 6 janvier 1899 ; les autres deviennent novices ; elle est élue supérieure de la congrégation.
Sous son impulsion, les religieuses s'activent pour aider les démunis, les familles nécessiteuses, et passent la plupart de leur temps dans les rues les plus pauvres de la ville. Son institut est reconnu officiellement le 26 avril 1901 au niveau diocésain, puis en 1909 avec le décret de louange. Entretemps, la plupart de leurs maisons ont été détruites par le tremblement de terre du 28 décembre 1908. Elle reconstruisent progressivement, et créent de nouvelles fondations.
Elle rédige la règle et les constitutions de son ordre, qui sont approuvées par l'archevêque et confirmées par le pape en 1957. Elle meurt le 30 mars 1960.

## Cause en béatification
La cause pour l'éventuelle béatification de Claudia Russo est étudiée au niveau diocésain, puis transmise à Rome auprès de la Congrégation pour les causes des saints. Le pape François autorise le 6 mai 2015 la publication du décret sur l'héroïcité de ses vertus, ce qui la reconnaît vénérable,.